# Chloronana incisura
Chloronana incisura är en insektsart som beskrevs av Delong 1980. Chloronana incisura ingår i släktet Chloronana och familjen dvärgstritar. Inga underarter finns listade i Catalogue of Life.